# Klips ve Onlar
Klips ve Onlar était un groupe turc.
Le groupe a représenté la Turquie au Concours Eurovision de la chanson 1986 avec la chanson Halley et est arrivé 9e. C'était alors le meilleur résultat du pays depuis ses débuts en 1975. Ce score ne fut amélioré qu'en 1997 quand la Turquie obtint la troisième place. 
Les membres du groupe qui ont gagné la finale nationale étaient  Sevingül Bahadır, Gür Akad, Emre Tukur, Derya Bozkurt et Seden Kutlubay. Mais comme Seden Kutlubay réfusa d'aller au Eurovision (on dit qu'elle devait passer des examens importants dans la semaine de l'Eurovision et que son petit-ami ne voulait pas qu'elle participe), alors Seden Kutlubay a été remplacée par Candan Erçetin.
- Discogs
- MusicBrainz
- Rate Your Music